# Fotbollsfabriken
Fotbollsfabriken var en svensk dokumentär TV-serie i åtta delar från 2013. I Fotbollsfabriken får tittarna följa P15-laget i IF Brommapojkarna på nära håll.
I serien, som producerades av produktionsbolaget Brand New Content, följer man laget under en säsong med målet att vinna slutspelet i Sankt Erikscupen. Samtidigt får man en inblick i hur livet är för elitsatsande tonåringar som ska samarbeta som ett lag, samtidigt som man konkurrerar om att få speltid och att få plats i klubbens U17-lag kommande säsong.
Serien sändes i TV4 Sport vintern 2013/2014.